# 前川鐘平

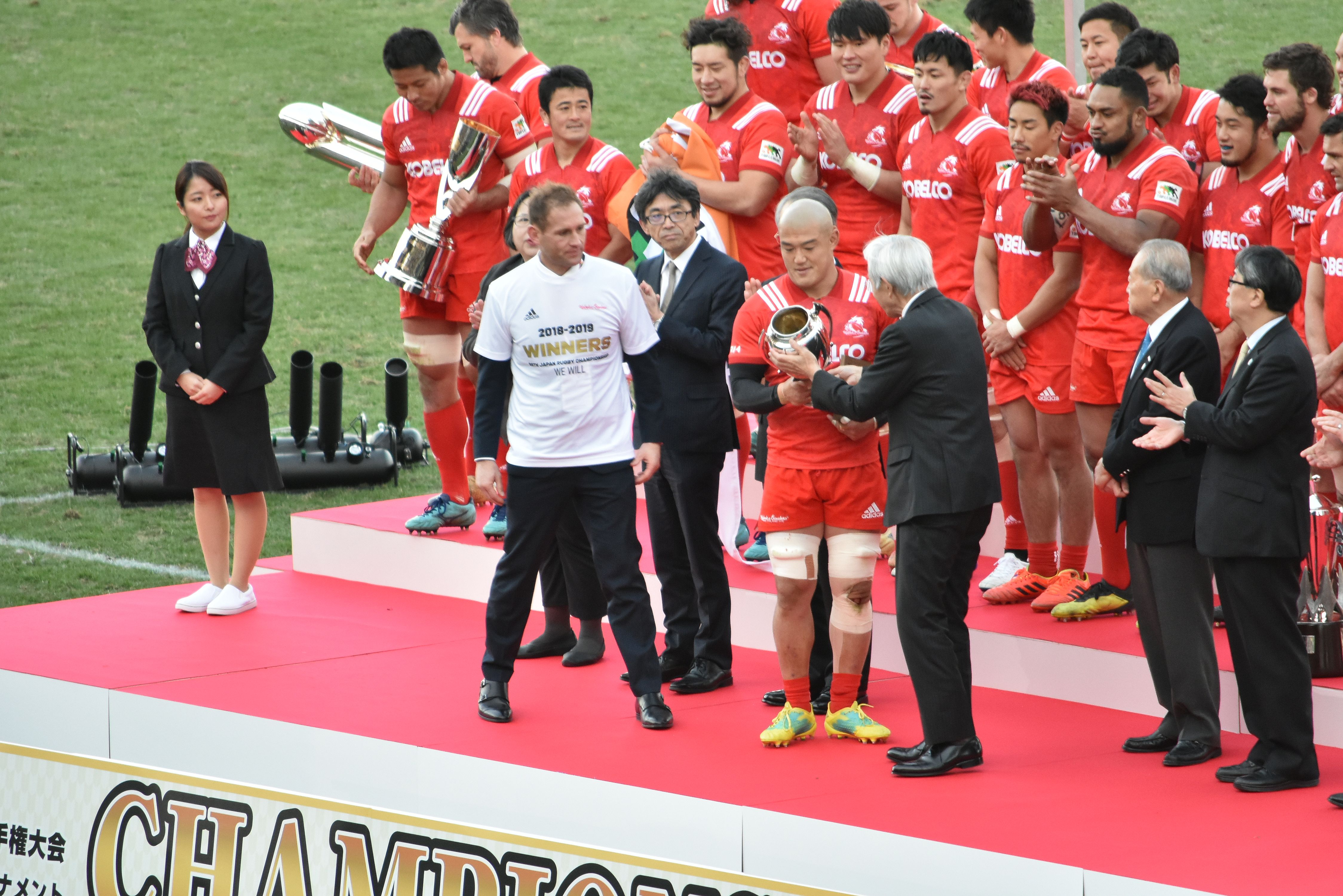
第56回日本ラグビーフットボール選手権大会兼トップリーグ総合順位決定トーナメント決勝（2018年12月15日撮影）

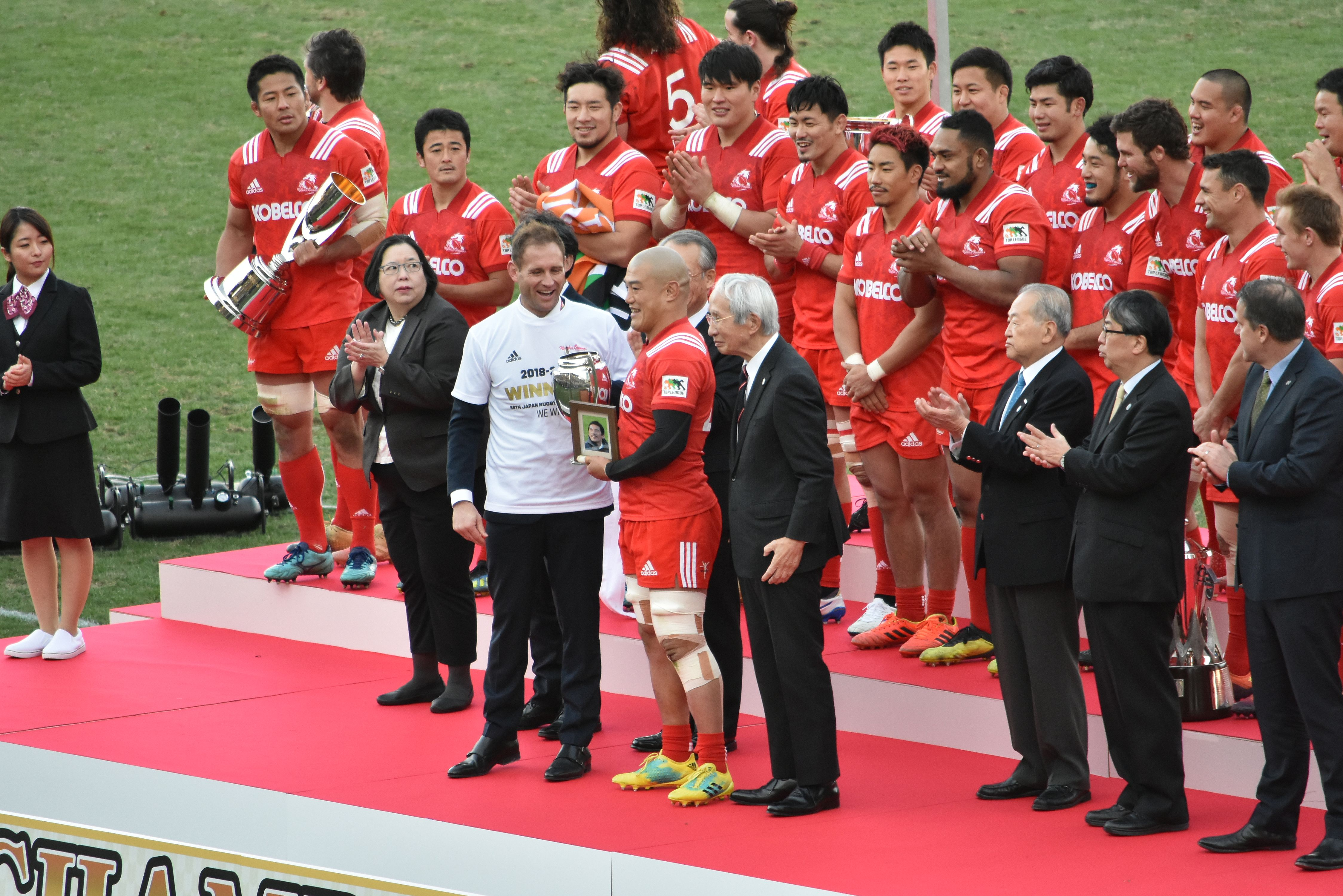
同上、18季ぶりの優勝で平尾誠二の遺影を手に表彰式に臨む前川鐘平（2018年12月15日撮影）

前川 鐘平（まえかわ しょうへい、1988年9月8日 - ）は、日本の元ラグビー選手。

## プロフィール
- 大阪府大阪市出身。
- 現役時代のポジションはフランカー(FL)。
- 身長 178cm、体重 94kg
- ニックネームは前ちゃん。
- U20日本代表メンバーに選ばれたことがある[1]。

## 経歴
12歳からラグビーを始めた。
2007年に東海大仰星高校卒業後、東海大学に入り、主将として大学選手権準優勝に貢献した。なお東海大学時代の同級生にはリーチマイケル、三上正貴、木津武士らがいる。
2011年に東海大学卒業後、神戸製鋼コベルコスティーラーズ(現・コベルコ神戸製鋼スティーラーズ)に加入。同年11月5日に行われたジャパンラグビートップリーグ第2節の近鉄ライナーズ戦に途中出場で公式戦初出場を果たす。
2023年、現役を引退した。

### ラグマッチョ総選挙
神戸製鋼コベルスティーラーズ代表となり最終14候補に選出される。中間発表1位。最終結果1位。